# Nupserha parakenyensis
Nupserha parakenyensis är en skalbaggsart som beskrevs av Stefan von Breuning 1978. Nupserha parakenyensis ingår i släktet Nupserha och familjen långhorningar. Inga underarter finns listade i Catalogue of Life.